# Hans Heinrich Schmid
Hans Heinrich Schmid (Winterthur, 22 ottobre 1937 – Zurigo, 4 ottobre 2014) è stato un teologo, professore universitario e rettore svizzero, appartenente alle Chiese riformate.

## Biografia
Figlio del pastore zurighese Gotthard Schmid (1909-1968), Hans Heinrich studiò teologia all'Università di Zurigo e a quella di Gottinga, conseguendo il dottorato a Zurigo nel 1965. Nel semestre invernale dell'anno accademico 1966/67 ottenne l'abilitazione a Zurigo l'abilitazione all'insegnamento universitario e un anno dopo gli fu assegnata una cattedra di assistente. 
Dal semestre estivo 1969 Schmid fu ordinario di scienze dell'Antico Testamento e, dal 1972, rettore della Kirchliche Hochschule Bethel. Nel semestre estivo del 1976 divenne professore ordinario di Scienze dell'Antico Testamento e Storia generale della religione all'Università di Zurigo. Dal semestre estivo del 1978 al semestre invernale del 1979/80 fu decano della Facoltà di Teologia. Dal 1984 al 1990 fu presidente della Società scientifica di teologia.  Dal 1988 al 2000 fu rettore dell'Università di Zurigo, che nel 1998 è stata scorporata dall'amministrazione cantonale e resa indipendente.
Si spense il 4 ottobre 2014 a Zurigo.

## Famiglia
Hans Heinrich Schmid si sposò nel 1962 ed ebbe due figli e due figlie. Uno dei figli è Konrad Schmid, nato nel 1965, professore di Antico Testamento e Storia della religione ebraica antica all'Università di Zurigo.

## Premi e riconoscimenti
- 1991: Dottorato honoris causa dell'Università di Lipsia;
- 1996: Grande medaglia d'oro al merito per la Repubblica d'Austria.

## Pubblicazioni

### Come autore
- Wesen und Geschichte der Weisheit. Eine Untersuchung zur altorientalischen und israelitischen Weisheitsliteratur (= Beihefte zur Zeitschrift für die alttestamentliche Wissenschaft. Bd. 101). Töpelmann, Berlin 1966 (dissertazione, Universität Zürich, 1965).
- Gerechtigkeit als Weltordnung. Hintergrund und Geschichte des altstamentlichen Gerechtigkeitsbegriffes. (= Beiträge zur historischen Theologie. Bd. 40). Mohr, Tübingen 1968 (tesi per l'abilitazione all'insegnamento universitario, Universität Zürich, 1968).
- bearbeitet mit Karl Huber: Zürcher Bibel-Konkordanz. Vollständiges Wort-, Namen- und Zahlen-Verzeichnis zur Zürcher Bibelübersetzung. Mit Einschluss der Apokryphen. Hrsg. vom Kirchenrat des Kantons Zürich. 3 Bände. Zwingli-Verlag (Bd. 1)/Theologischer Verlag (Bd. 2/3), Zürich 1969/1971/1973.
- Šalôm. Frieden im Alten Orient u. im Alten Testament (= Stuttgarter Bibelstudien. Bd. 51). KBW, Stuttgart 1971.
- Frieden ohne Illusionen. Die Bedeutung des Begriffs schalom als Grundlage für eine Theologie des Friedens. Theologischer Verlag, Zürich 1971.
- Altorientalische Welt in der alttestamentlichen Theologie. 6 Aufsätze. Theologischer Verlag, Zürich 1974.
- Die Steine und das Wort. Fug und Unfug biblischer Archäologie. Theologischer Verlag, Zürich 1975.
- Der sogenannte Jahwist. Beobachtungen und Fragen zur Pentateuchforschung. Theologischer Verlag, Zürich 1976.
- Kleine Bibelkunde. 12., neu bearbeitete Auflage der Kleinen Bibelkunde von Gotthard Schmid. Theologischer Verlag, Zürich 1981; 2. Auflage 1988.
- Umbau der Kirche. Die Revision der Zürcher Kirchengesetzgebung 1943–1967 aus der Sicht eines ihrer Väter: Gotthard Schmid, Dr. theol. h.c. (1909–1968) (= Neujahrsblatt der Gelehrten Gesellschaft in Zürich. Stück 151). Beer, Zürich 1988.

### Come curatore
- Mythos und Rationalität (= Veröffentlichungen der Wissenschaftlichen Gesellschaft für Theologie. Bd. 5). Gütersloher Verlagshaus Mohn, Gütersloh 1988 (VI. Europäischer Theologenkongress 1987 in Wien).
- con Joachim Mehlhausen: Sola scriptura. Das reformatorische Schriftprinzip in der säkularen Welt  (= Veröffentlichungen der Wissenschaftlichen Gesellschaft für Theologie. Bd. 6). Gütersloher Verlagshaus Mohn, Gütersloh 1991 (VII. Europäischer Theologenkongress 1990 in Dresden).